# Forum för demokrati
Forum för demokrati (nederländska: Forum voor Democratie, FvD) är ett nationalkonservativt, euroskeptiskt politiskt parti i Nederländerna, grundat som en tankesmedja av Thierry Baudet som har varit dess ledare sedan 22 september 2016.
Partiet deltog i sitt första val i parlamentsvalet i Nederländerna 2017 och vann två mandat i Generalstaternas andra kammare. Partiet är medlem i Europeiska konservativa och reformister (ECR) och dess tidigare ledamöter i Europaparlamentet satt i Gruppen Europeiska konservativa och reformister (ECR-gruppen).